# Bright Star (filme)
Bright Star (bra: Brilho de uma Paixão; prt: Estrela Cintilante, ou Bright Star - Estrela Cintilante) é um filme franco-britânico-australiano de 2009, do gênero drama romântico-biográfico, escrito e dirigido por Jane Campion, com roteiro baseado na biografia de John Keats escrita por Andrew Motion (que serviu como consultor do roteiro), por sua vez inspirada nos três últimos anos da vida do poeta, focando seu relacionamento com Fanny Brawne.

## Prêmios e indicações
Oscar 2010
- Indicado - Melhor figurino[7]

Festival de Cannes 2010
- Indicado - Palma de Ouro (melhor filme)[8]

## Elenco
- Abbie Cornish - Fanny Brawne
- Ben Whishaw - John Keats
- Paul Schneider - sr. Brown
- Kerry Fox - Isabella Brawne
- Edie Martin - Margaret Brawne
- Thomas Sangster - Samuel
- Claudie Blakley - Maria Dilke
- Gerard Monaco - Charles Dilke
- Antonia Campbell-Hughes - Abigail O'Donaghue Brown
- Samuel Roukin - Reynolds
- Amanda Hale - irmã de Reynolds
- Lucinda Raikes - irmão de Reynolds
- Samuel Barnett - sr. Severn
- Jonathan Aris - sr. Hunt
- Olly Alexander - Tom Keats
- Theresa Watson - Charlotte
- Vincent Franklin - dr. Bree
- Eileen Davies - sra. Bentley
- Roger Ashton-Griffiths - comerciante